# Achille Baquet
Achille Baquet, né en 1885 et mort en 1956, est un clarinettiste et saxophoniste de jazz américain. Il est l'un des premiers musiciens de la scène jazz Nouvelle-Orléans.

## Carrière musicale
Son père Theogene joue de la clarinette, du cornet, et dirige le Excelsior Brass Band (en), un ensemble musical de La Nouvelle-Orléans. Ses deux frères, George et Harold sont également musiciens. Il joue dans plusieurs formations, notamment dans le Papa Jack Laine's Reliance Brass Band, l'Original Dixieland Jass Band de Nick La Rocca et le Jimmy Durante's Jazz Band.
Il a composé le titre Why Cries Blues sur un texte de Jimmy Durante.